# Campionati del mondo di ciclismo su pista 2024 - Corsa a punti femminile
La corsa a punti femminile ai Campionati del mondo di ciclismo su pista 2024 si è svolta il 20 ottobre 2024, su un percorso di 100 giri per un totale di 25 km con sprint intermedi ogni 10 giri, di cui l'ultimo con punti doppi. La vittoria andò alla danese Julie Leth che concluse il percorso con il tempo di 29'55" alla media di 50,139 km/h.

## Podio
| Pos.    | Atleta         | Nazionalità |
| ------- | -------------- | ----------- |
| Oro     | Julie Leth     | Danimarca   |
| Argento | Lotte Kopecky  | Belgio      |
| Bronzo  | Lara Gillespie | Irlanda     |

## Risultati
| Posizione | Atleta              | Nazione       | Punti giri | Punti sprint | Totale   |
| --------- | ------------------- | ------------- | ---------- | ------------ | -------- |
| 1         | Julie Leth          | Danimarca     | 40         | 3            | 43       |
| 2         | Lotte Kopecky       | Belgio        | 20         | 20           | 40       |
| 3         | Lara Gillespie      | Irlanda       | 20         | 19           | 39       |
| 4         | Ally Wollaston      | Nuova Zelanda | 20         | 19           | 39       |
| 5         | Victoire Berteau    | Francia       | 20         | 14           | 34       |
| 6         | Alexandra Manly     | Australia     | 20         | 8            | 28       |
| 7         | Marit Raaijmakers   | Paesi Bassi   | 20         | 7            | 27       |
| 8         | Neah Evans          | Gran Bretagna | 20         | 7            | 27       |
| 9         | Mizuki Ikeda        | Giappone      | 20         | 5            | 25       |
| 10        | Jennifer Valente    | Stati Uniti   | 20         | 4            | 24       |
| 11        | Lea Lin Teutenberg  | Germania      | 20         | 4            | 24       |
| 12        | Daniela Campos      | Portogallo    | 20         | 1            | 21       |
| 13        | Anita Stenberg      | Norvegia      | 20         | 1            | 21       |
| 14        | Martina Alzini      | Italia        | 0          | 5            | 5        |
| 15        | Akvilė Gedraitytė   | Lituania      | 20         | −20          | 3        |
| 16        | Michelle Andres     | Svizzera      | 0          | 0            | 0        |
| 17        | Lily Plante         | Canada        | 0          | 0            | 0        |
| 18        | Ainara Albert Bosch | Spagna        | 0          | 0            | 0        |
| 19        | Leung Wing Yee      | Hong Kong     | 0          | 0            | 0        |
| 20        | Jarmila Machačová   | Rep. Ceca     | 0          | 0            | 0        |
| 21        | Tetiana Yashchenko  | Ucraina       | −20        | 1            | −19      |
| 22        | Zuzanna Chylińska   | Polonia       | −20        | 0            | −20      |
| 23        | María Gaxiola       | Messico       | −60        | 0            | −60      |
| 24        | Fanny Cauchois      | Laos          | Ritirata   | Ritirata     | Ritirata |